# Glenys Kinnock
Glenys Elizabeth Kinnock, baronesa Kinnock de Holyhead, FRSA (nacida Parry; 7 de julio de 1944-Londres, 3 de diciembre de 2023) fue una política británica.
Fue Miembro de Partido Laborista  del parlamento europeo de 1994 a 2009. Es esposa de Neil Kinnock, que fue dirigente del Partido Laborista desde 1983 a 1992. Cuándo Neil Kinnock recibió carta de nobleza vitalicia en 2005, Glenys pasó a tener derecho a ser llamada "Lady Kinnock", derecho que decidió no utilizar. Ella, a su vez, recibió carta de nobleza vitalicia cuando se unió al gobierno en 2009. Ella y su marido son uno de los pocos matrimonios en que ambos hayan sido concedidos sendas cartas de nobleza vitalicia, cada uno por sus propios méritos. Actualmente es la portavoz de la oposición para el Departamento de Desarrollo Internacional en la Cámara de los Lores.

## Primeros años
Glenys Elizabeth Parry nació en Roade, Northamptonshire, y estudió en el Instituto Holyhead, Anglesey. se graduó en 1965 en el University College, Cardiff en educación e historia. Conoció a su marido futuro Neil Kinnock en la universidad y se casaron en 1967. Ha trabajado como profesora de secundaria, primaria y guarderías, incluyendo la Escuela Primaria Wykeham , Neasden, Londres. Es miembro del GMB, el Partido cooperativo, y la Unión Nacional de Profesores. Habla galés.

## Eurocámara
Kinnock Representó a Gales en la Eurocámara desde 1994 hasta 2009, donde era miembro del Partido de los Socialistas Europeos. Era Miembro del Comité de desarrollo y cooperación de la Eurocámara y miembro substituto del Comité de Libertades Civiles, Justicia y Asuntos de Interior. Fue copresidente de la Asamblea Parlamentaria África, Caribe y Pacífico y Unión Europea, desde 2002 hasta 2009, y portavoz laborista de Desarrollo Internacional en la Eurocámara.
En noviembre de 2006 Glenys Kinnock fue criticada en la prensa por haber "hecho un viaje turístico" a Barbados para hablar de asuntos de pobreza mundial. Estando co-presidiendo la duodécima Asamblea Parlamentaria África, Caribe y Pacífico y Unión Europea, fue invitada por el gobierno de Barbados para hablar sobre desarrollo y ayuda internacionales.
El 18 de enero de 2009 Glenys Kinnock reveló en el programa de la BBC The Andrew Marr Show, que ella y Neil Kinnock habían recibido una invitación personal de Joe Biden para asistir a la investidura presidencial de Barack Obama el 20 de enero de 2009, en el Capitolio de los Estados Unidos, en Washington D. C.
En 2004, Glenys Kinnock estuvo involucrada en un escándalo de gastos. El miembro del parlamento europeo Hans-Peter Martin afirmó haber sorprendido a 194 colegas recibiendo de la Eurocámara las dietas de asistencia. Kinnock estaba entre aquellos parlamentarios a quien Martin sorprendió y filmó abandonando el edificio apenas unos minutos después de haber fichado para recibir la dieta de 175 libras esterlinas diarias, además de su sueldo de diputado, consistente en 70,000 libras.

## Parlamento del Reino Unido
En el reajuste de gabinete de 2009, Kinnock fue nombrada Ministra para Europa siguiendo la dimisión de Caroline Sílex. Con objeto de poder unirse al gobierno,  le fue otorgada una carta de nobleza vitalicia convirtiéndose en la Baronesa Kinnock de Holyhead, de Holyhead en el Condado de Ynys Môn, el 30 de junio de 2009. Fue presentada a la Cámara de los Lores ese mismo día.
En septiembre de 2009 The Daily Telegraph listó a la Baronesa Kinnock como la 38 Izquierdista más influyente del Reino Unido, declarando: "las personas que trabajan mano a mano con la nueva ministra han preguntado por qué no se habrá hecho uso de ella antes". Ha impresionado a funcionarios civiles y lo más importante, ha causado buena impresión en los visitantes y en sus reuniones en el extranjero." .
Desde el 12 de octubre de 2009 hasta el 11 de mayo de 2010 Glenys Kinnock sirvió como secretaria de Estado para África, el Caribe, América Central y la ONU, llenando un puesto que quedó vacante tras la dimisión de Lord Malloch-Brown.
Lady Kinnock ha sido durante mucho tiempo abanderada de causas con relacionadas con África y el Caribe, fortaleciendo su reputación como experta en esas regiones durante su tiempo como Miembro de la Eurocámara y copresidente de la Asamblea Parlamentaria con África, Caribe y Pacífico y Unión Europea.[cita requerida]

## Patronazgo y honores
La baronesa Kinnock es Miembro del Consejo europeo de Relaciones Exteriores.
Es patrocinadora, presidente o miembro de la junta de varias organizaciones benéficas, incluyendo Saferworld, Condonar la Deuda, EdUKaid, Parlamentarios por la Acción Global, Campaña por Birmania Reino Unido, Iniciativa por la Vacuna del SIDAInternacional, Servicio Voluntario En el extranjero, Freedom from torture y la Asociación Humanista británica. Es también miembro de Snap Cymru, caridad galesa para los niños, miembro del consejo de desarrollo extranjero y miembro del consejo consultivo de Global Winess.
Fundó One World Action (anteriormente Trust Bernt Carlsson) el 21 de diciembre de 1989, exactamente un año después de que Comisario de la ONU para Namibia, Bernt Carlsson, fuera asesinado al ser derribado el Vuelo 103 de Pan Am. En diciembre de 2007, se solicitó una investigación de Naciones Unidas para esclarecer las circunstancias de la muerte de Bernt Carlsson.
Es Socia de la Royal Society of Arts, Socia honoraria de la Universidad de Gales en Newport, y de la Universidad de Gales en Bangor. Posee Doctorados Honoris Causa de la Thames Valley University, la Universidad de Brunel y la Universidad de Kingston.

## Publicaciones
- Voces para Un Mundo, 1987
- Eritrea – imágenes de guerra y paz, 1988
- Namibia – nacimiento de una nación, 1991
- Por Fé y atreviéndose, 1993
- Zimbabwe en el borde, 2002
- La violación de Darfur, 2006, The Guardian
- Un matón letal que tiene que ser atacado, 2006, The Times
- La necesidad de una política exterior ética, Mark II, 2007, The Independent'
- La desvergonzada puja de la las Naciones Unidas por Camboya, 2012, The New York Times